# V1400 Centauri
 (juillet 2024).
Désignations
V1400 Centauri (également nommée 1SWASP J140747.93-394542.6, abrégé en 1SWASP J140747 ou simplement J1407), aussi nommé l'objet de Mamajek, est une étoile située à une distance d'environ 139,2 pc (∼454 al) de la Terre, dans la constellation australe du Centaure.
Autour d'elle gravite au moins un corps (janvier 2012), supposément une planète, baptisé 1SWASP J1407 b. Ce corps est appelé par plaisanterie « Saturne sous stéroïdes », en raison de sa taille a priori beaucoup plus importante que celle de Saturne et de la possession d'immenses anneaux planétaires.

## Propriétés
Il s'agit d'une étoile de la pré-séquence principale de masse (0,9 masse solaire) et de rayon (0,96 ± 0,15 rayon solaire) comparables à ceux du Soleil mais plus jeune que celui-ci, son âge étant estimé à environ 16 millions d'années. De type spectral K5 IV(e) Li, c'est une étoile orangée (classe spectrale K5) qui possède une classe de luminosité IV de sous-géante. J1407 est une étoile variable qui possède des taches stellaires et qui paraît présenter un cycle d'activité de 5,4 ans
Elle est membre du groupe Haut-Centaure Loup de l'association Scorpion-Centaure, qui est l'association d'étoiles massives de types O et B la plus proche du Système solaire.

## Compagnon
Le compagnon de l'étoile a été découvert par la méthode des transits (lorsque, vu depuis la Terre, l'astre passe devant son étoile, il bloque une partie de la lumière reçue). La courbe de lumière de 1SWASP J140747 était extrêmement complexe et ressemblait à celle de l'étoile EE Cephei (pl) qui est entourée par un épais disque protoplanétaire. Une analyse approfondie de la courbe a permis d'éliminer cette possibilité, laissant supposer que le mystérieux objet gravitant autour de l'étoile doit, comme Saturne, posséder des anneaux avec de nombreux espaces. La durée du transit de l'objet devant le disque de l'étoile est de 54 jours, pendant lesquels la lumière émise par l'étoile est masquée par moments jusqu'à 95 %. Quatre espaces dans les anneaux ont initialement été identifiés et nommés Rochester, Sutherland, Campanas et Tololo, d'après le nom des sites géographiques des télescopes qui ont permis leur découverte et leur analyse .
On ignore encore le type exact de 1SWASP J140747.93-394542.6 b, l'objet en orbite autour de J1407 : ce peut être une planète massive, une naine brune voire une petite étoile de faible masse. En 2018, des chercheurs ont essayé de trouver dans les données de l'étoile s'il y avait des changements de luminosité de l'étoile qui pourraient correspondre au transit de J1407b sur la période de 1890 à 1990. Ils n'ont cependant rien trouvé dans les données, ce qui indique que la plupart des hypothétiques périodes orbitales comprises entre 5 et 20 ans peuvent être exclues, voire qu'il ne serait pas du tout gravitationnellement lié à J1407. Une autre équipe a décidé de regarder en direction de l'étoile en infrarouge. Ils ont trouvé un petit point à un autre endroit un peu à côté qui pourrait s'apparenter à cet objet.
À la date du 19 septembre 2024, on ne sait toujours pas si J1407b est un astre orbitant V1400 Centauri, ou s'il s'agit d'un objet libre passant sur le chemin de l'étoile. En effet, les anneaux de J1047b ne pourraient pas rester stables si le corps céleste orbitait V1400 Centauri.